# Баллимот

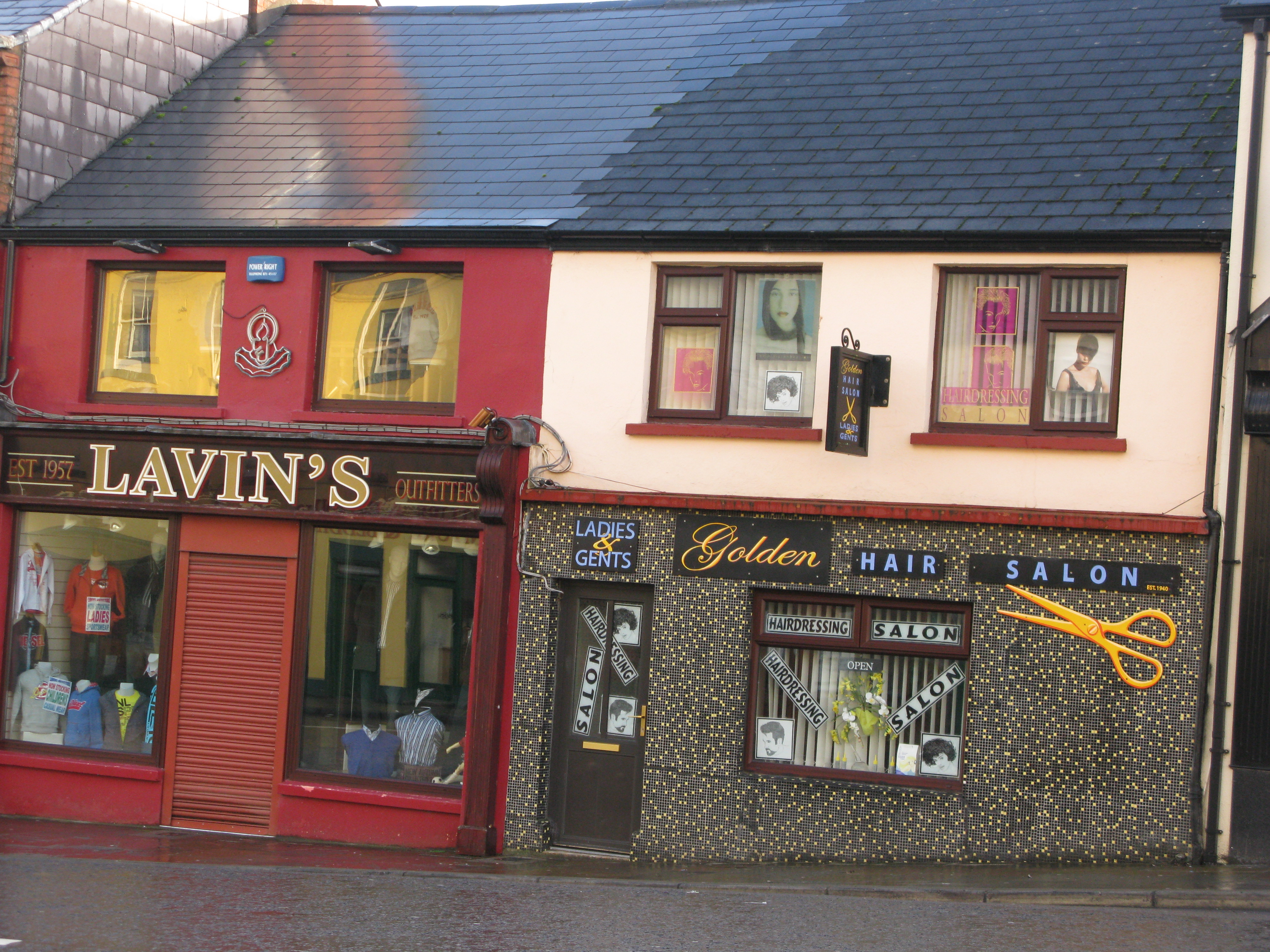
Главная улица

Баллимот (англ. Ballymote; ирл. Baile an Mhóta, «обнесённый рвом город») — (переписной) посёлок в Ирландии, находится в графстве Слайго (провинция Коннахт). Был основан как город при замке Баллимот.
Местная железнодорожная станция была открыта 3 декабря 1862 года.

## Демография
Население — 1229 человек (по переписи 2006 года). В 2002 году население составляло 981 человек.
Данные переписи 2006 года:
| Общие демографические показатели |               |                               |                               |      |      |
| Всё население                    | Всё население | Изменения населения 2002—2006 | Изменения населения 2002—2006 | 2006 | 2006 |
| 2002                             | 2006          | чел.                          | %                             | муж. | жен. |
| 981                              | 1229          | 248                           | 25,3                          | 602  | 627  |

В нижеприводимых таблицах сумма всех ответов (столбец «сумма»), как правило, меньше общего населения населённого пункта (столбец «2006»).
| Религия (Тема 2 — 5 : Число людей по религиям, 2006) |             |                |             |            |       |      |
| Католики, чел.                                       | Католики, % | Другая религия | Без религии | не указано | сумма | 2006 |
| 1147                                                 | 93,3        | 44             | 25          | 13         | 1229  | 1229 |

| Этно-расовый состав (Этничность. Тема 2 — 3 : Постоянное население по этническому или культурному происхождению, 2006) |            |              |       |        |        |            |       |       |
| Белые ирландцы | Лухт-шулта | Другие белые | Негры | Азиаты | Другие | Не указано | сумма | 2006  |
| 1114 | 3          | 72           | 3     | 2      | 10     | 20         | 1224  | 1229  |
| Доля от всех отвечавших на вопрос, %                                                                                   |            |              |       |        |        |            |       |       |
| 91,0 | 0,2        | 5,9          | 0,2   | 0,2    | 0,8    | 1,6        | 100   | 99,61 |

1 — доля отвечавших на вопрос о языке от всего населения.
| Владение ирландским языком (Тема 3 — 1 : Число людей от 3 лет и старше по способности говорить по-ирландски, 2006) |      |            |       |       |
| Владеете ли Вы ирландским языком?                                                                                  |      |            |       |       |
| Да | Нет  | Не указано | сумма | 2006  |
| 492 | 664  | 20         | 1176  | 1229  |
| Доля от всех отвечавших на вопрос о языке, %                                                                       |      |            |       |       |
| 41,8 | 56,5 | 1,7        | 100   | 95,71 |

1 — доля отвечавших на вопрос о языке от всего населения.
| Использование ирландского языка (Тема 3 — 2 : Говорящие по-ирландски от 3 лет и старше по частоте использования ирландского языка, 2006) |                                                            |                                               |                                               |                                               |                                               |                                               |       |                                     |      |
| Как часто и где Вы говорите по-ирландски?                                                                                                |                                                            |                                               |                                               |                                               |                                               |                                               |       |                                     |      |
| ежедневно, только в образовательных учреждениях                                                                                          | ежедневно, как в образовательных учреждениях, так и вне их | в других местах (вне образовательной системы) | в других местах (вне образовательной системы) | в других местах (вне образовательной системы) | в других местах (вне образовательной системы) | в других местах (вне образовательной системы) | сумма | всего, отвечавших на вопрос о языке | 2006 |
| ежедневно, только в образовательных учреждениях                                                                                          | ежедневно, как в образовательных учреждениях, так и вне их | ежедневно                                     | каждую неделю                                 | реже                                          | никогда                                       | не указано                                    | сумма | всего, отвечавших на вопрос о языке | 2006 |
| 123 | 6                                                          | 15                                            | 19                                            | 181                                           | 140                                           | 8                                             | 492   | 1176                                | 1229 |
| Доля от всех отвечавших на вопрос о языке, %                                                                                             |                                                            |                                               |                                               |                                               |                                               |                                               |       |                                     |      |
| 10,5 | 0,5                                                        | 1,3                                           | 1,6                                           | 15,4                                          | 11,9                                          | 0,7                                           | 41,8  | 100                                 |      |

| Типы частных жилищ (Тема 6 — 1(a) : Число частных домовладений по типу размещения, 2006) |          |         |                 |            |       |      |
| Отдельный дом                                                                            | Квартира | Комната | Переносные дома | не указано | сумма | 2006 |
| 434                                                                                      | 17       | 1       | 0               | 20         | 472   | 1229 |